# Kalbådaklackarna
Kalbådaklackarna är klippor i Finland.   De ligger i kommunen Hangö i landskapet Nyland, i den södra delen av landet, 130 km väster om huvudstaden Helsingfors.
Terrängen runt Kalbådaklackarna är mycket platt.  Närmaste större samhälle är Hangö, 10,6 km nordost om Kalbådaklackarna. 